# Gerardo Ribas
Gerardo Ribas (Madrid, 1907-Buenos Aires, 9 de mayo de 1981), fue un periodista, escritor, director, autor y comediógrafo español que hizo carrera en Argentina.

## Biografía
Gerardo Ribas fue un destacado autor teatral y escritor de grandes obras que fueron llevados a las tablas encarnados por primeros actores como Alberto Closas, Malisa Zini, entre otros.
Llegó a Argentina cuando contaba con 50 años y luego de unos años pidió la ciudadanía. 
Periodista de profesión, a los 30 años estrena en Buenos Aires una Aventura deportiva arrevistada, titulada Gol. Luego ensaya la pieza breve, que cultivará a lo largo de casi una década: El Espartero y Los peregrinitos en 1940; El embrujo, Romance de bandidos, Tiempos goyescos, Inspiración del Bolero de Ravel, Boda gitana en Sevilla, entre otras.
Para televisión adaptó varias obras literarias en el ciclo Teatro Universal, puesta de Cunill Cabanellas y Esteban Serrador, por donde pasaron famosos como Iris Marga, Analía Gadé , Floren Delbene y Julia Sandoval.
Dirigió algunas obras teatrales como El Padre Pitillo
También integró la Comisión Nacional de Cultura y fue directivo del Comité de Argentores.
Murió por complicaciones en su salud a los 74 años el 9 de mayo de 1981.

## Obras
- Gol (1933)
- Los peregrinitos (1940)
- Cuando la verdad es mentira (1951)
- El amor de Barba Azul (1953)
- Señora... cierre el balcón (1953)
- El ángel de barro (1954)
- Rosalía de Castro (1958)
- El gran canalla (1962)
- Boda gitana en Sevilla
- Burlas de verano y mar
- Colorado el 32
- El embrujo
- El espartero
- Tiempos goyescos
- Estampas españolas
- Romance de bandidos
- Inspiración de bolero del raval
- Un matrimonio inmoral (1963)
- Feria de Sevilla
- Cagancho y Cayetano mano á mano (sainete)
- Cuando Los Cocodrilos Lloran(1971)
- Burlas de verano y mar

- Datos: Q23939832